# Stadion Sławia w Sofii
Stadion Sławia (bułg. Стадион Славия) – stadion sportowy w Sofii, stolicy Bułgarii. Obiekt może pomieścić 16 000 widzów. Swoje spotkania rozgrywają na nim piłkarze klubu Sławia Sofia.